# 쿠노 미사키
쿠노 미사키(일본어: 久野 美咲 くの みさき[*], 1993년 1월 19일 ~ )는 일본의 여성 성우. 도쿄도 출신. 오사와 사무소 소속.

## 출연 작품

### 극장판 애니메이션
- 극장판 울려라! 유포니엄: 앙상블 콘테스트 (2023년) - 스즈키 사츠키
- 마보로시 (2023년) - 이츠미
- 극장판 도라에몽: 진구의 그림이야기 (2025년) - 챠이